# Хајнрих Бел
Хајнрих Теодор Бел (Келн, 21. децембар 1917 — Бон, 16. јул 1985) био је немачки писац. Бел је један од најистакнутијих и најчитанијих немачких писаца 20. века.
У аутобиографском есеју „О себи самом“ (1958) помиње две судбинске чињенице које су га битно определиле у књижевност. Прва је либерално порекло његове породице, отворене за уметност (отац му је био скулптор), а друга родни град Келн, са својим контрастима између католичке буржоазије и „црвеног“ пролетаријата. Имао је само петнаест година када су нацисти продрли у Келн. Бел је био један од ретких младих Немаца који се није прикључио Хитлеровој омладини. Зато је регрутован већ почетком Другог светског рата и шест година је провео на три фронта. Рањен је четири пута, а крајем рата био је заробљен и депортован у амерички логор у Француској. У разорени Келн вратио се 1945. и тада се уписао на студије. У то време почео је да пише, објавивши током две године у новинама шездесетак новела. Од 1951. године када је објавио роман („Где си био, Адаме?“) писање му је постало стално занимање.
На почетку свог књижевног рада Бел описује безнадежност живота војника, неподношљиву окрутност коју је доживео док је служио војску. Касније је почео да пише и о стварности модерног немачког друштва. Пажњу критике и шире читалачке публике привукао је већ својим другим романом „И не рече ни једну реч“ (1953). Године 1968. Бел је почео да ради као предавач на Франкфуртском универзитету, а од 1972. активно се укључује у политички живот Немачке. Умро је у Бону 1985. године.
„За дело које је спојило широке перспективе његовог доба и истанчану вештину сликања ликова и допринело обнови немачке литературе, Хајнрих Бел је 1972. године добио Нобелову награду за књижевност.“

## Одабрана дела
- Кућа без чувара (1954),
- Хлеб раних година (1955),
- Билијар у пола десет (1959),
- Мишљења једног кловна (1963),
- Пречесто идеш у Хајделберг (1970),
- Групни портрет с дамом (1971),
- Изгубљена част Катарине Блум (1974),
- Жене у пејзажу са реком (1985),
- Завештање (1985)...